# Installation sportive

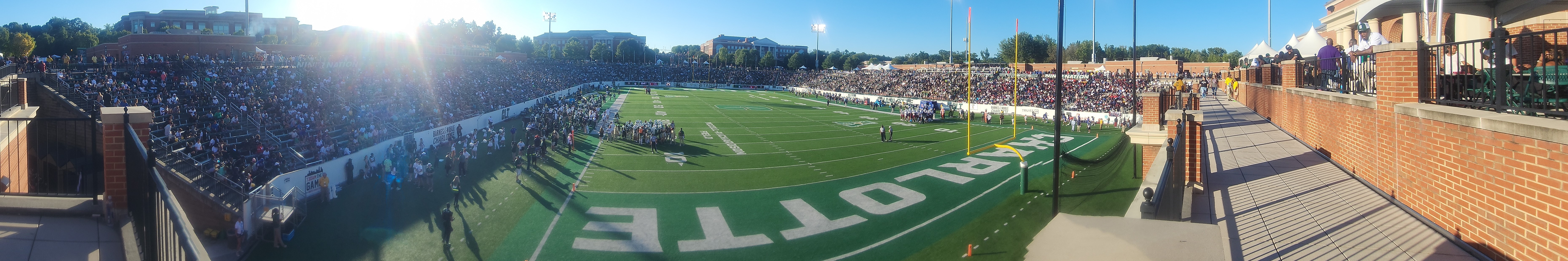
Exemple d'installation sportive avec le stade Jerry Richardson.

Une installation sportive est un bâtiment, une structure ou un lieu dans lequel se déroule une compétition sportive.
Un stade (au pluriel : stades) est un lieu ou un endroit où se déroulent (principalement) des sports de plein air ou d'autres événements et consiste en un terrain ou une scène partiellement ou complètement entouré d'une structure à étages conçue pour permettre aux spectateurs de se tenir debout ou assis et de voir l'événement. 

## Types d'installations sportives
- Aréna
- Stade multifonction
- Terrain de Sport
- Patinoire
- Stade de baseball
- Stade de Cricket (en)
- Salle de billard (en)
- Arène
- Gymnase
- Sites de courses de chevaux (hippodrome)
- Board track racing (courses sur piste en bois)
- Stand de tir
- Anneau de glace
- Stade
- Piscine olympique
- Vélodrome